# Steniscadia albifera
Steniscadia albifera är en fjärilsart som beskrevs av George Francis Hampson 1918. Steniscadia albifera ingår i släktet Steniscadia och familjen trågspinnare. Inga underarter finns listade i Catalogue of Life.